# Jade Goody
Pour les articles homonymes, voir Goody.
Jade Cerisa Lorraine Goody, née le 5 juin 1981 dans le sud-est de Londres à Bermondsey, et morte le 22 mars 2009  à Upshire dans l'Essex, est une ancienne participante de trois saisons de la version britannique de l'émission Big Brother.

## Biographie
En 2002, elle est finaliste à Big Brother 3, ce qui la rendra célèbre.
En 2004, elle entre une nouvelle fois dans la maison de Big Brother, mais cette fois dans la spéciale ancien candidat, le Big Brother Panto. Elle y terminera seconde.
Sa participation à l'édition 2007 de Celebrity Big Brother 5 devint très controversée à cause de propos racistes envers l'actrice indienne, Shilpa Shetty,.
Elle a participé à cette émission avec sa mère, Jackiey Budden, et son mari, Jack Tweed en tant que « membre de la famille de Jade » mais surtout Jermaine Jackson et Shilpa Shetty.
En 2008, elle est candidate au Big Brother indien, le Bigg Boss Hindi, dans lequel Shilpa Shetty est la présentatrice.
Le jour 2, elle abandonne l'aventure, car elle révèle au public qu'elle est atteinte d'un cancer.
Atteinte d'un cancer du col de l'utérus, alors que sa maladie devient incurable, elle décide de médiatiser sa maladie et de monnayer ses interventions dans les médias afin de mettre financièrement à l'abri ses deux garçons Bobby (5 ans) et Freddy (4 ans). La maladie l'emporte dans son sommeil le 22 mars 2009 entourée de son mari et de sa mère, dans sa maison d'Upshire, dans l'Essex,.

## Filmographie

### Télévision
- 2002 : Big Brother 3
- 2003 : Celebrity Driving School
- 2003 : Wife Swap
- 2004 : Back To Reality
- 2004 : Big Brother Panto
- 2005 - 2006 : Richard & Judy - 7 émissions
- 2005 : Jade's Salon - 7 émissions de 45 minutes
- 2006 : Just Jade - 8 émissions de 44 minutes
- 2006 : Jade's Shape Challenge - 88 minutes
- 2006 : The Friday Night Project
- 2006 : Jade's PA
- 2007 : Celebrity Big Brother 5
- 2008 : Bigg Boss 2
- 2010 : Ultimate Big Brother (à titre posthume, vidéo lui rendant hommage le jour de la finale)